# Raymond Halçaren
Pas d'image ? Cliquez ici

a Compétitions nationales et continentales officielles uniquement.

Raymond Halçaren, né le 28 mai 1944 à Tarbes (Hautes-Pyrénées) et mort le 30 décembre 2023 à Jurançon (Pyrénées-Atlantiques) est un joueur français de rugby à XV évoluant au poste de centre avec le FC Lourdes et le Stadoceste tarbais. Connu sous le surnom de "Ramuntxo", il a entrainé la Section paloise.

## Biographie

### Jeunesse et formation
Raymond Halçaren naît le 28 mai 1944 à Tarbes. Il commence le rugby à XV au Stadoceste tarbais.

### Carrière de joueur
Raymond Halçaren commence sa carrière au Stadoceste tarbais avant de rejoindre le prestigieux FC Lourdes. Il fait partie de la deuxième génération dorée du FC Lourdes, celle de la fin des années 1960, dirigée par Maurice Prat, alors jeune retraité. Avec le FC Lourdes, il a remporté plusieurs titres majeurs aux côtés des Gachassin, Campaes, Arnaudet et des cousins Jean-Henri et Jean-Pierre Mir, notamment le Championnat de France en 1968, ainsi que le Challenge Yves du Manoir à deux reprises, en 1966 contre le Stade montois et en 1967 contre le RC Narbonne, marquant un essai lors de cette dernière finale.
Bien que n'ayant jamais joué de test match officiel avec l'équipe de France, Raymond Halçaren est considéré comme un international en raison de sa participation à la tournée de l'équipe de France en Afrique du Sud en 1964. Lors de cette tournée, les Bleus remportent cinq victoires et subissent une seule défaite. Cette tournée marque également les débuts de Walter Spanghero et les adieux de Pierre Albaladéjo.
En 1971-1972, il quitte Lourdes pour rejoindre le Stadoceste tarbais,.

### Carrière d'entraîneur
Après sa carrière de joueur, il continue à s'investir dans le rugby en devenant entraîneur de la Section paloise, aux côtés de Jean-Claude Pétuya, puis de Claude Pétrissans.

## Après carrière et décès
Raymond Halçaren exerce la profession de pharmacien à Billère, dans la banlieue de Pau.
Il meurt des suites d'une longue maladie le 30 décembre 2023 à Jurançon. Ses obsèques ont été célébrées le 4 janvier 2024 en l'église Saint-Joseph de Pau. 

## Palmarès
- Vainqueur du Championnat de France en 1968 avec le FC Lourdes.
- Vainqueur du Challenge Yves du Manoir en 1966 et 1967 avec le FC Lourdes.